# Bartolomeo Colleoni

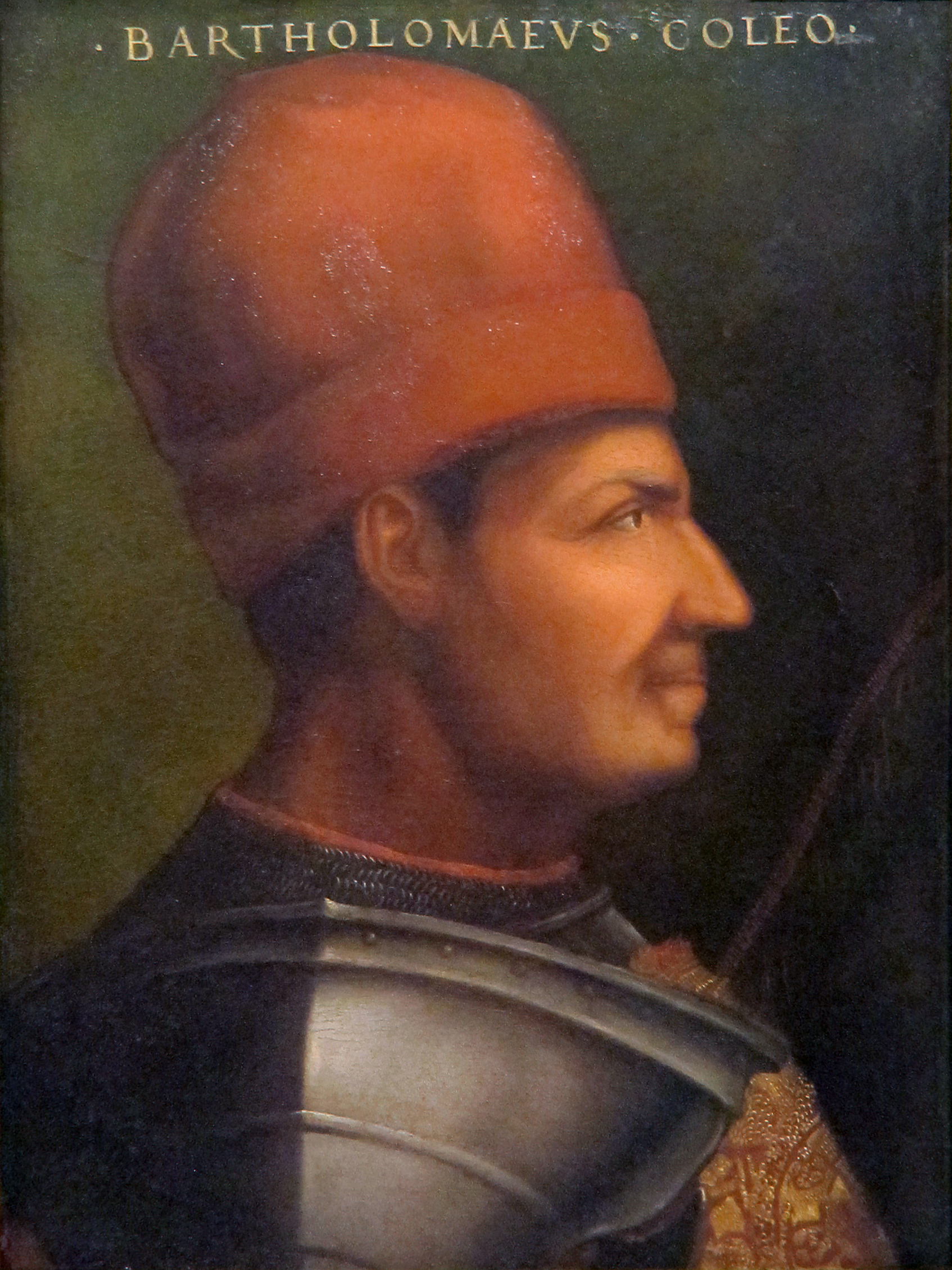
Bartolomeo Colleoni (1568) door Cristofano dell'Altissimo

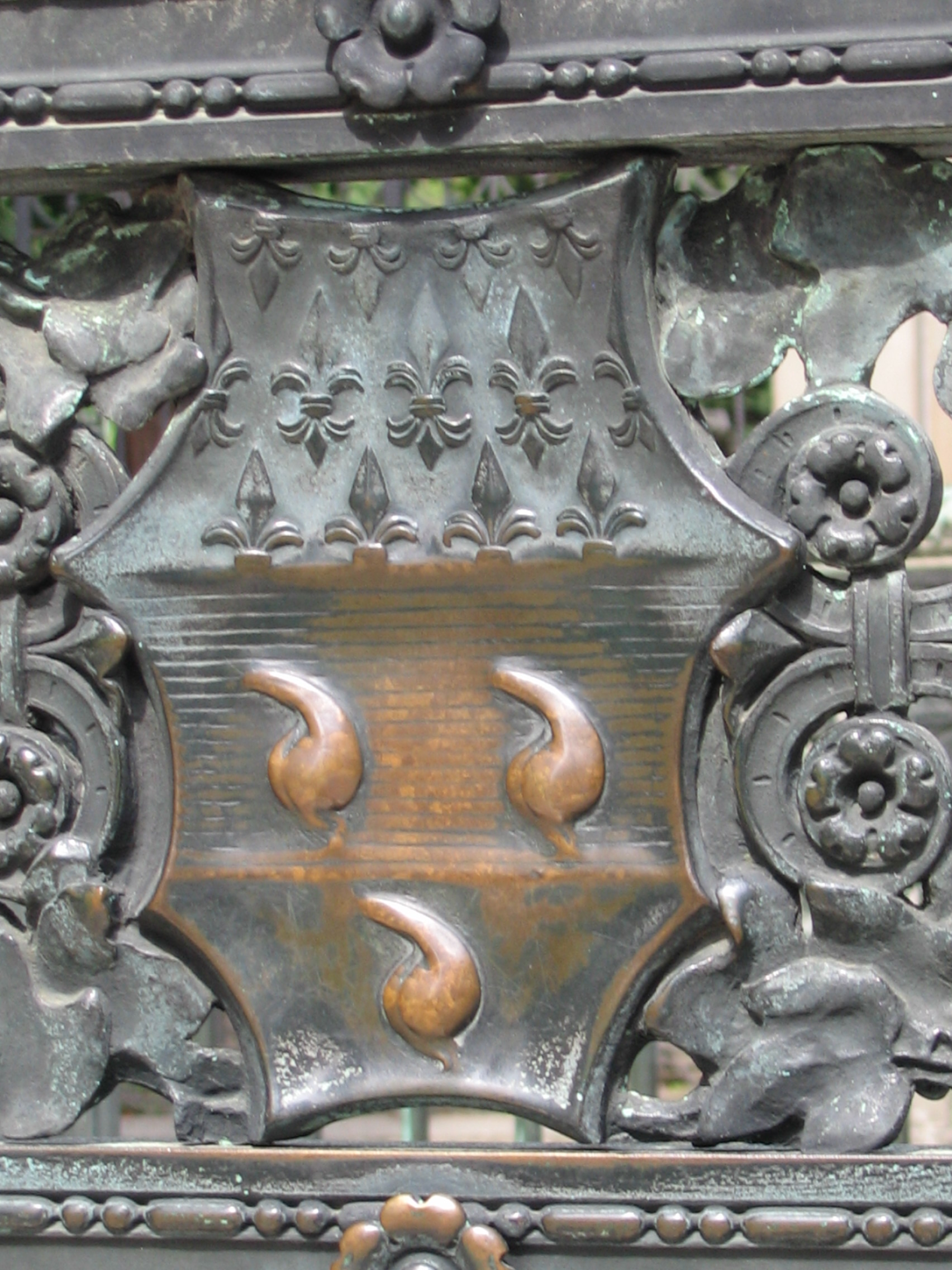
De testikels in het wapen van Colleoni, hier op de poort van de Cappella Colleoni te Bergamo. De verkleuring komt door aanrakingen die geacht worden geluk te brengen.

Bartolomeo Colleoni (Solza, ca. 1395 – Malpaga, 2 november 1475) was een Italiaanse condottiero in dienst van het hertogdom Milaan en de republiek Venetië. Hij werd in 1455 kapitein-generaal van Venetië en verwierf faam als de belangrijkste tacticus van de 15e eeuw.

## Achtergrond
Colleoni werd geboren in Solza bij Bergamo, dat toen deel uitmaakte van het hertogdom Milaan. In Bergamo liet hij de kapel Cappella Colleoni bouwen. De familie Colleoni was van adel maar was, met de rest van de Welfen, door de Visconti verbannen uit Milaan. Bartolomeo's vader, Paolo Colleoni, had het kasteel van Trezzo ingenomen, tot hij vermoord werd door zijn neven, waarschijnlijk op bevel van Filippo Maria Visconti, hertog van Milaan.

## Carrière
De jonge Colleoni volgde een opleiding tot soldaat, eerst in het gevolg van Filippo d'Arcello, de nieuwe heer van Piacenza. Daarna diende hij bij verschillende condottieri, te beginnen met Braccio da Montone, die in Apulië in het conflict tussen Alfons V van Aragon en Lodewijk III van Anjou, tijdens de zwakke soevereiniteit van Johanna II van Napels, de kant van Alfons verdedigde, daarna die van Carmagnola. Nadat men deze laatste in 1432 in Venetië ter dood bracht, trad Colleoni in directe dienst van de Venetiaanse Republiek, hetgeen de belangrijkste fase in zijn loopbaan vormde.
Alhoewel Gianfrancesco I Gonzaga, markies van Mantua, in naam opperbevelhebber was, leidde Colleoni in feite het leger. Hij heroverde voor Venetië vele steden en districten op de Milanezen. Toen Gonzaga overliep naar de vijand bleef Colleoni de Venetianen dienen onder Erasmo van Narni, bekend als Gattamelata, en Francesco I Sforza, en won gevechten bij Brescia, Verona en aan het Gardameer.
Toen in 1441 Milaan en Venetië vrede sloten, sloot Colleoni zich, samen met Sforza, in 1443 aan bij de Milanezen. Hoewel hij aanvankelijk goed behandeld werd, wantrouwde Visconti hem spoedig en zette Colleoni gevangen te Monza, waar hij bleef tot de dood van de hertog in 1447. De Milanezen riepen toen de Gouden Ambrosiaanse Republiek uit met Sforza als opperbevelhebber. Colleoni trad een tijdlang in zijn dienst maar in 1448 nam hij afscheid van Sforza en keerde hij terug naar de Venetianen. Tot 1451 was hij in Venetiaanse dienst, maar verontwaardigd over het feit dat hij niet tot kapitein-generaal was verkozen, ging hij in 1452 opnieuw naar Sforza. Die had in 1450 Milaan veroverd, een einde had gemaakt aan de Ambrosiaanse Republiek en was als de nieuwe Milanese hertog erkend. Maar Venetië kon niet zonder Colleoni; door hem meer bezoldiging aan te bieden, overhaalden de Venetianen hem om in 1453 terug te keren, en in 1455 werd hij benoemd tot kapitein-generaal voor het leven van de Republiek Venetië. Hoewel hij af en toe voor eigen rekening vocht, in tijden wanneer Venetië in vrede was, bleef hij tot aan zijn dood ter beschikking van de republiek in tijd van oorlog.

## Laatste jaren

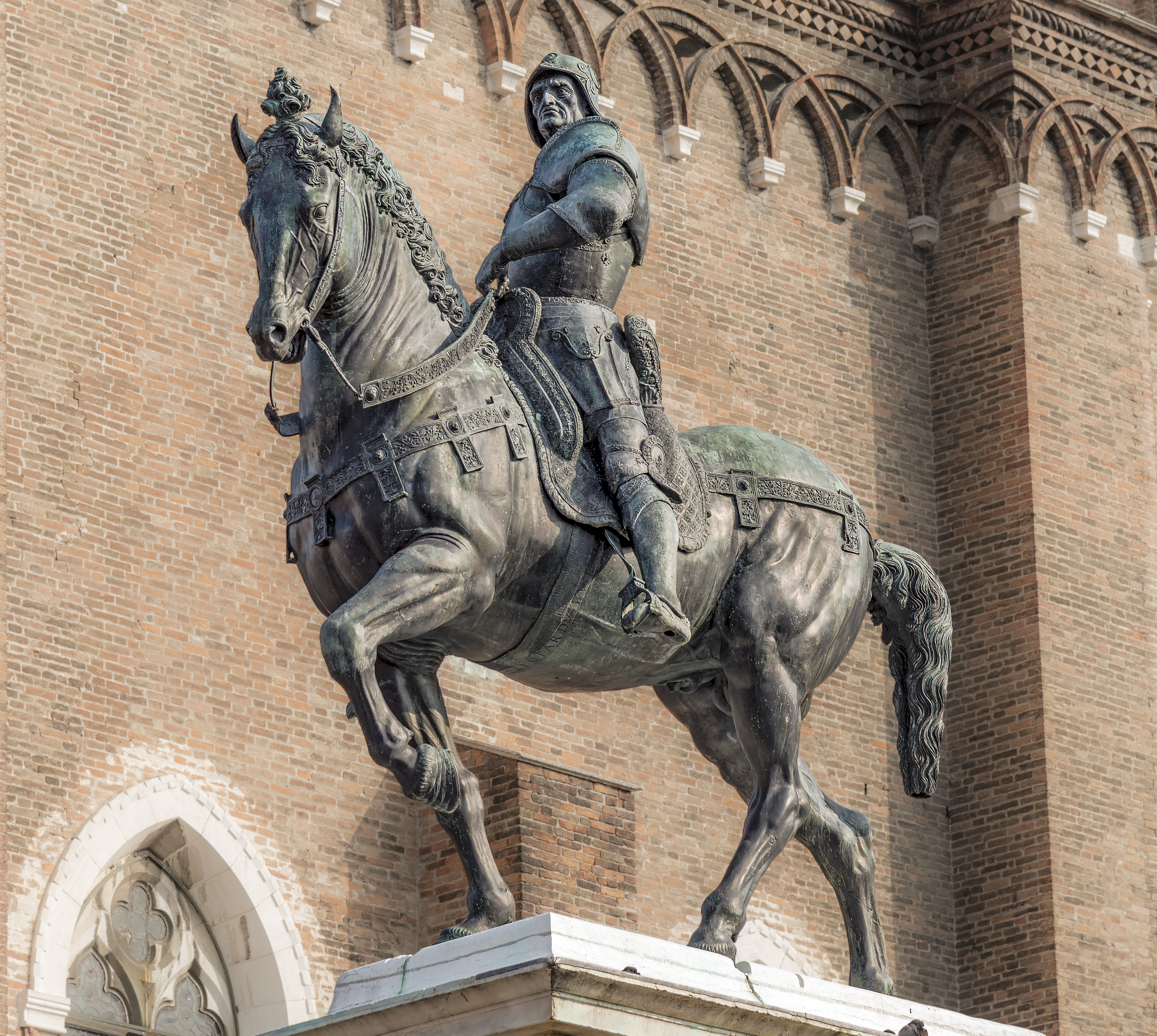
Ruiterstandbeeld van Bartolomeo Colleoni in Venetië

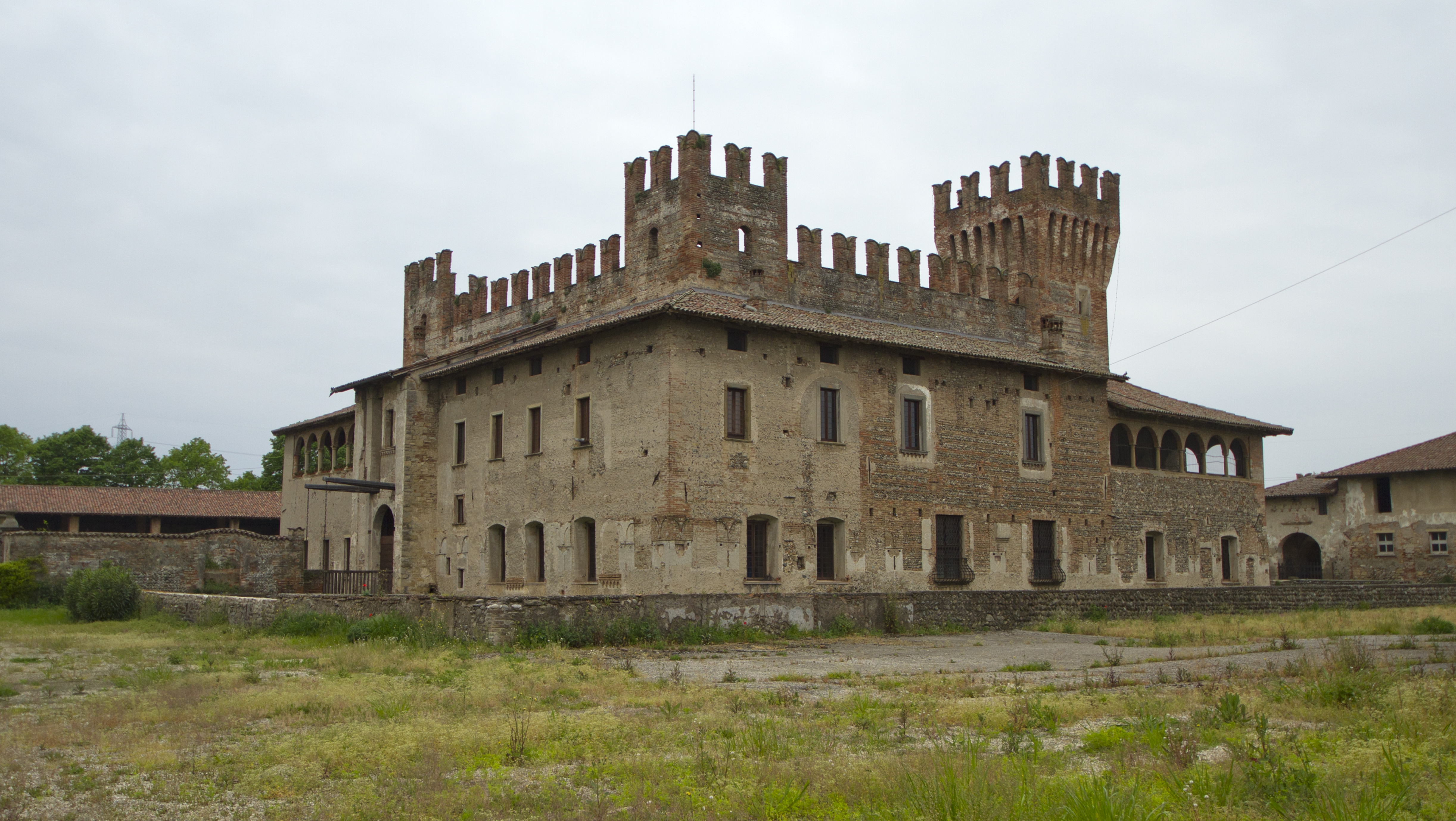
Het kasteel van Malpaga

Colleoni vestigde zich in het kasteel van Malpaga dat hij kocht in 1465. Hoewel hij dikwijls van kamp wisselde, verweet men hem geen verraad. De gebieden die hij doorkruiste onderwierp hij niet aan de verkrachtingen en berovingen die andere soldaten pleegden. Wanneer hij niet ten strijde trok, besteedde hij zijn tijd aan het verbeteren van de landbouw op de grote landgoederen die de Venetianen hem hadden geschonken en aan liefdadigheidswerk. Bij zijn dood in 1475 te Malpaga liet hij de republiek een groot bedrag na voor de Turkse oorlog, met het verzoek een ruiterstandbeeld van hem op te richten op het San Marcoplein. Andrea del Verrocchio modelleerde het beeld (zijn laatste werk) en na zijn dood goot Alessandro Leopardi het in brons. Omdat op de piazza geen monument was toegestaan, plaatste men het bij de Scuola Grande van San Marco, aan de kerk van Santi Giovanni e Paolo.

## Strijdkreet en wapen
Colleoni voerde de strijdkreet Coglia! Coglia! ("Ballen! Ballen!"). Dit verwees naar zijn naam en familiewapen, dat drie paar testikels bevatte. Hij accentueerde trots hun realisme, terwijl zijn afstammelingen het net afzwakten door er meer hartvormige figuurtjes van te maken.

## Eerbetoon
In 1930 introduceerde de Italiaanse Regia Marina een kruiser van de Condottieri-klasse, genoemd naar Bartolomeo Colleoni. De geallieerden brachten het schip in 1940 tot zinken.
- Bibliothèque nationale de France: cb12252970z (data)
- Gemeinsame Normdatei: 118669753
- International Standard Name Identifier: 0000 0001 2121 9376
- Library of Congress Control Number: n85326439
- Nationale Bibliotheek van Tsjechië: xx0139969
- Nationale Bibliotheek van Israël: 987007277542805171
- Nederlandse Thesaurus van Auteursnamen: 071388613
- Istituto Centrale per il Catalogo Unico: VEAV508140
- SNAC: w6hx2q7c
- Système universitaire de documentation: 03128423X
- Union List of Artist Names: 500239279
- Virtual International Authority File: 15563458
- WorldCat: E39PBJcwyMpXT7TwFmrKHtkVYP